# (300229) 2006 XF73
(300229) 2006 XF73 es un asteroide perteneciente al cinturón exterior de asteroides, región del sistema solar que se encuentra entre las órbitas de Marte y Júpiter, descubierto el 15 de diciembre de 2006 por el equipo del Spacewatch desde el Observatorio Nacional de Kitt Peak, Arizona, Estados Unidos.

## Designación y nombre
Designado provisionalmente como 2006 XF73. 

## Características orbitales
2006 XF73 está situado a una distancia media del Sol de 3,211 ua, pudiendo alejarse hasta 3,642 ua y acercarse hasta 2,780 ua. Su excentricidad es 0,134 y la inclinación orbital 4,377 grados. Emplea 2102,09 días en completar una órbita alrededor del Sol.

## Características físicas
La magnitud absoluta de 2006 XF73 es 16,1. 